# Falset (veu)
El falset (originalment en italià: falsetto) és una tècnica vocal que permet arribar a notes més enllà del registre normal del cantant masculí o femení. Fa que un home adult pugui cantar en una tessitura aguda, la que habitualment correspon a les veus femenines o blanques: soprano, mezzosoprano i contralt. Això, però no impedeix pas que aquesta persona, a més, pugui cantar, també, en alguna de les tessitures habituals de les veus masculines.
Malgrat que hi ha veus que de manera natural estan més dotades que altres per a l'exercici del falsetto, és una tècnica que s'aprèn, s'exercita, es desenvolupa i es millora, com qualsevol altra tècnica d'execució musical.
La tècnica del falsetto té una llarga història, especialment en la música religiosa, en tots els contextos en els quals no eren permeses les veus femenines i les parts agudes de la polifonia l'havien de fer nens, castrats o falsetistes. La tècnica, en el terreny de la música clàssica s'ha revifat d'ençà de la moda de la interpretació de la música antiga amb criteris històrics i amb voluntat de restituir les sonoritats originals.
En el terreny de la música popular també s'ha utilitzat a bastament. Bee Gees (especialment Barry Gibb), Luca Turilli, Frankie Valli o Sigur Rós són exemples de cantants i grups la sonoritat dels quals reposa en el falset.